# Bahnhof Golm

Der Bahnhof Golm (betriebliche Bezeichnung bei DB InfraGo auch Potsdam Wissenschaftspark Golm) wurde 1902 eröffnet und liegt im gleichnamigen Potsdamer Ortsteil. Die Station, zuvor nur ein Haltepunkt, wurde in den 1950er Jahren im Zusammenhang mit dem Bau des Berliner Außenrings zum Trennungsbahnhof ausgebaut. Seit den 1990er Jahren stieg mit dem Entstehen eines Wissenschaftsstandorts, unter anderem mit einem Campus der Universität Potsdam, und dem Bevölkerungswachstum im Ort seine Bedeutung im Personenverkehr stark an.

## Lage und Name
Der Bahnhof befindet sich im Westen des Stadtgebietes von Potsdam im Ortsteil Golm. Die Gleise verlaufen in Nord-Süd-Richtung. Auf der einen Seite der Bahnhofsanlagen liegen im Südwesten der alte Ortskern von Golm, im Nordwesten der Potsdam Science Park mit mehreren wissenschaftlichen Instituten und dem Brandenburgischen Landeshauptarchiv. Auf der anderen Seite der Bahnhofsanlagen schließt sich östlich ein Campus der Potsdamer Universität an, im Südosten und Nordosten weitere Wohngebiete.

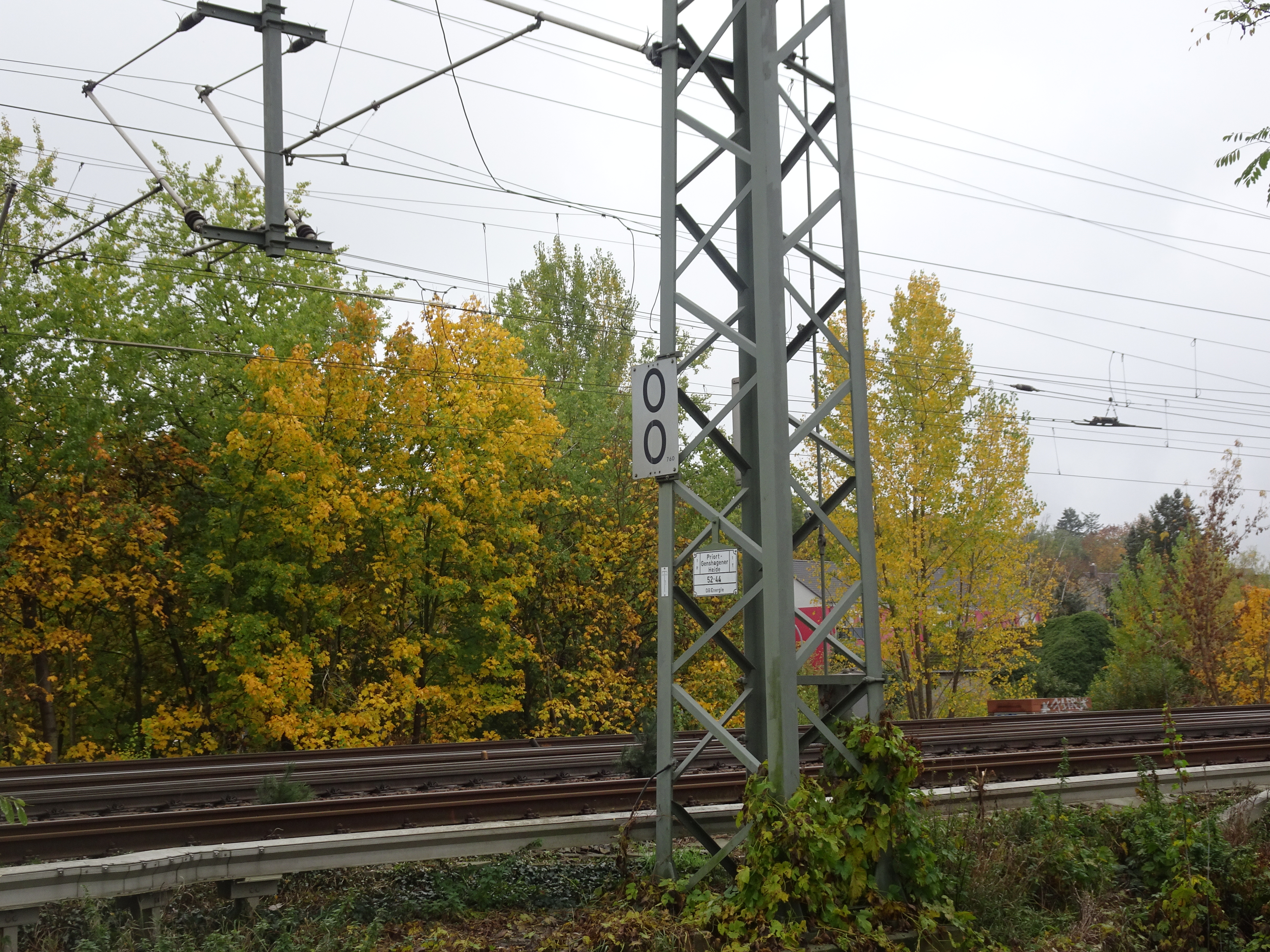
Ausgangspunkt der Kilometrierung in Richtung Saarmund und Werder im Südteil des Bahnhofs.

Der Bahnhof Golm liegt am Streckenkilometer 62,99 (gezählt von Bahnhof Jüterbog) der Bahnstrecke Jüterbog–Nauen. Nach dem Bau des Berliner Außenrings behielt der von Golm nach Norden führende Außenringabschnitt (Golm–Priort) die Kilometrierung der alten Strecke. Die von Golm nach Süden anschließende Fortsetzung des Außenrings (Abschnitt Golm–Saarmund) erhielt eine eigene, in Golm beginnende Kilometrierung. Ebenfalls im Bahnhof Golm beginnt die Kilometrierung der kurzen Verbindungsstrecke nach Werder (Havel). Die Kilometerangaben beziehen sich auf eine Stelle in Höhe des Stellwerks im südlichen Bahnhofsteil. Der größte Teil der Bahnhofsanlagen einschließlich Empfangsgebäude und Bahnsteigen erstreckt sich weiter in Richtung Norden.
Die Station trug von der Eröffnung an den Namen Golm, ohne weitere Zusätze. Nachdem Golm im Jahr 2003 nach Potsdam eingemeindet worden war, gab es Bestrebungen, die Zugehörigkeit zu Potsdam auch im Bahnhofsnamen sichtbar werden zu lassen. Mit dem Entstehen des Wissenschaftsparks wurde die Idee einer Umbenennung in Potsdam Wissenschaftspark Golm verfolgt. Dementsprechend benannte DB Netz als Betreiber der Schieneninfrastruktur die Betriebsstelle Mitte der 2000er Jahre um. Zu einer Umbenennung auch der Verkehrsstation kam es allerdings nicht. Im Jahr 2012 verwies die Bundestagsabgeordnete Andrea Wicklein darauf, dass laut Deutscher Bahn die Stadt Potsdam eine Umbenennung der Station bestellen müsse, dies sei aber nicht geschehen. So wurde der Name Potsdam Wissenschaftspark Golm nur bei DB Netz verwendet, von DB Station und Service und der Fahrgastkommunikation stets der ursprüngliche Name. In Publikationen von 2020/21 wurde die Bezeichnung Golm auch von DB Netz wieder als Betriebsstellenbezeichnung verwendet. Im Betriebsstellenverzeichnis 2025 wird von DB InfraGo (Nachfolgerin von DB Netz) wieder Potsdam Wissenschaftspark Golm als betriebliche Bezeichnung der Station geführt.
Der Wissenschaftspark Golm wurde 2019 in Potsdam Science Park umbenannt. Die Verkehrsstation der Eisenbahn soll weiterhin Golm heißen. Die Bushaltestellen am Bahnhof heißen Golm Bahnhof (in der Straßenunterführung an den Bahnsteigzugängen) bzw. Bahnhof Golm / Universität (auf dem alten Bahnhofsvorplatz).

## Geschichte

### Der Haltepunkt Golm bis 1950

Messtischblattausschnitt vom Golm, 1906

Seit 1846 führt die Bahnstrecke Berlin–Magdeburg durch die Gemarkung Golm, eine Betriebsstelle im Ort gab es jedoch nicht. Mit der Inbetriebnahme der Bahnstrecke Jüterbog–Nauen am 1. September 1902 erhielt Golm einen Haltepunkt im Ort für die Abfertigung von Personen, Reisegepäck und Expressgut. Die Strecke war Teil der Umgehungsbahn zur Umfahrung von Berlin vor allem für den Güterverkehr. Sie wurde im etwa vier Kilometer von Golm entfernten Bahnhof Wildpark (heute Potsdam Park Sanssouci) mit der Strecke aus Berlin über Potsdam nach Magdeburg verbunden.
Der Halt in Golm diente vor allem dem örtlichen Verkehr. Durch die neue Bahnstrecke nahm die Bedeutung von Golm für den Ausflugsverkehr stark zu, auf Kosten der Gastwirtschaften im benachbarten Eiche. Die Station blieb in den folgenden Jahrzehnten ein reiner Haltepunkt für den Personenverkehr. Ein im Westen des Ortes Golm in den 1910er und 1920er Jahre bestehender Industriekomplex wurde über ein Anschlussgleis mit der Strecke Potsdam–Werder (Havel) verbunden. Der Haltepunkt Golm diente weiterhin nur dem Personenverkehr.

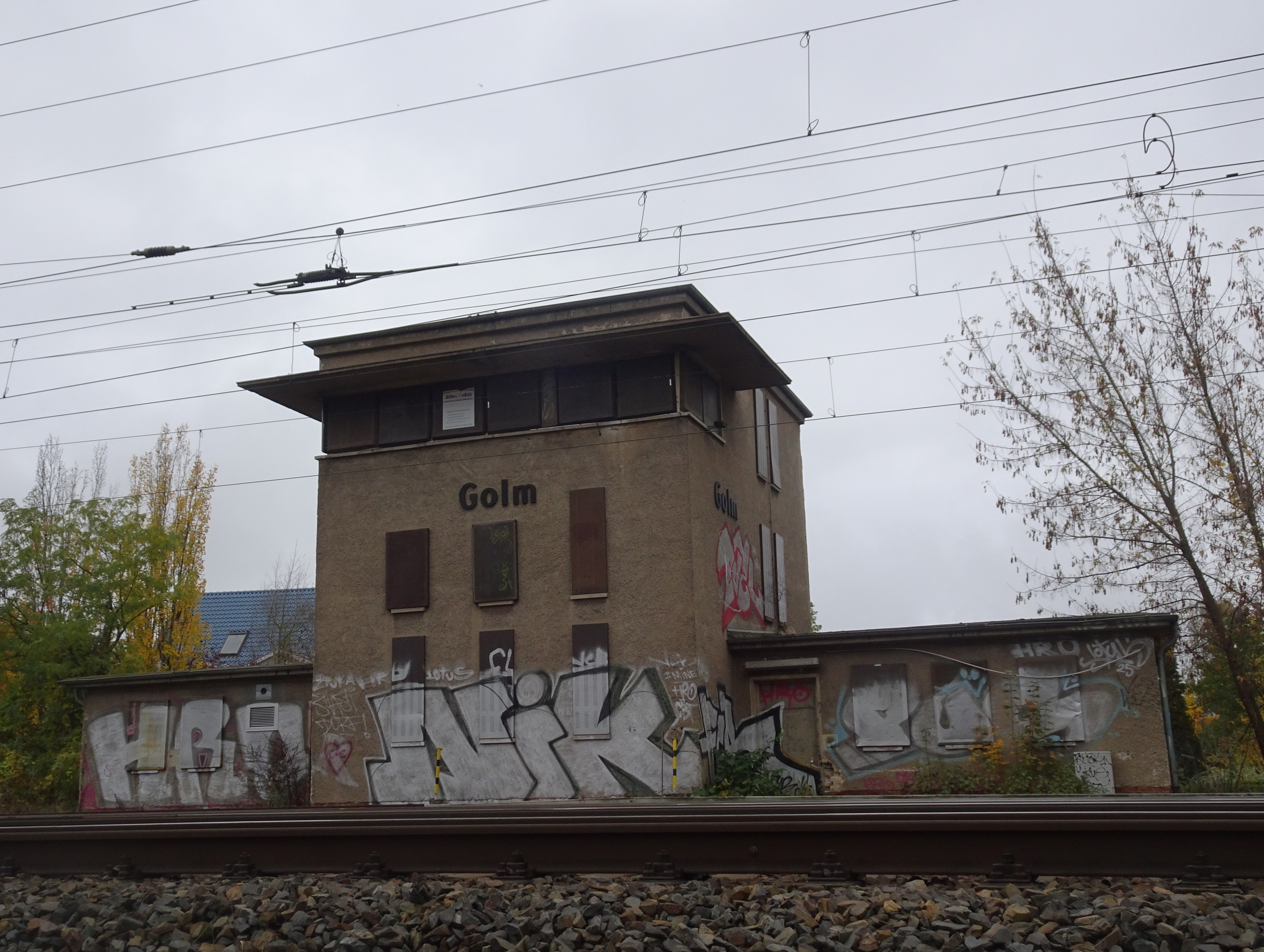
Gebäude des Gleisbildstellwerks im Bahnhof, Zustand 2020.

Nach dem Zweiten Weltkrieg wurden im Zuge der deutschen Teilung mehrere um Berlin herumführende Strecken ausgebaut, vor allem zur Umfahrung West-Berlins. Eine neue Verbindungskurve bei Golm zum Abzweig Kuhfort in Richtung Werder (Havel)–Magdeburg ging am 15. Juni 1946 in Betrieb, Golm war damit zur Abzweigstelle geworden. Eine leistungsfähige Umgehung West-Berlins entstand in den folgenden Jahren mit dem Berliner Außenring. Während nördlich von Golm die Trasse der alten Strecke weiterhin genutzt werden konnte, war zur Weiterführung in Richtung Südosten eine Neubaustrecke nötig. Der Abschnitt Golm–Saarmund war wegen der topographischen Schwierigkeiten, unter anderem wegen der Querung des Templiner Sees, das letzte fertiggestellte Teilstück des Außenrings.

### Der Bahnhof Golm am Berliner Außenring
Im Zuge des Baus des Außenrings wurde die Bahnanlagen in Golm völlig neu gebaut. Die Gleise erhielten eine etwas westlichere Lage als zuvor, so dass das alte Empfangsgebäude und weitere Bauten im Bahnhofsbereich beseitigt werden mussten. Die Umbauarbeiten in Golm begannen 1955, verbunden mit einer Höherlegung der Gleise. Der Bahnübergang zur Reiherbergstraße wurde durch eine Unterführung ersetzt, deren Richtfest am 1. Mai 1957 stattfand. Am 1. September desselben Jahres fuhr der erste Probezug auf den neuen Gleisen. Das neue Bahnhofsgebäude wurde im Februar 1959 gebaut, es entstand östlich der neuen Gleisanlagen auf der ehemaligen Trasse der Bahn. Der frühere Haltepunkt galt ab 6. Februar 1959 betrieblich als Bahnhof. Das Stellwerk im Bahnhof, eins der ersten Gleisbildstellwerke der DDR, ging 1962 in Betrieb.
Der Bahnhof war in den folgenden Jahren vor allem für betriebliche Zwecke sowie für den lokalen Personenverkehr von Bedeutung. Am 15. Dezember 1982 wurde auf dem Berliner Außenring zwischen Saarmund und Priort und damit im Bahnhof Golm der elektrische Betrieb aufgenommen, am 25. September 1983 folgte die Verbindungskurve nach Werder.

### Entwicklung nach 1990

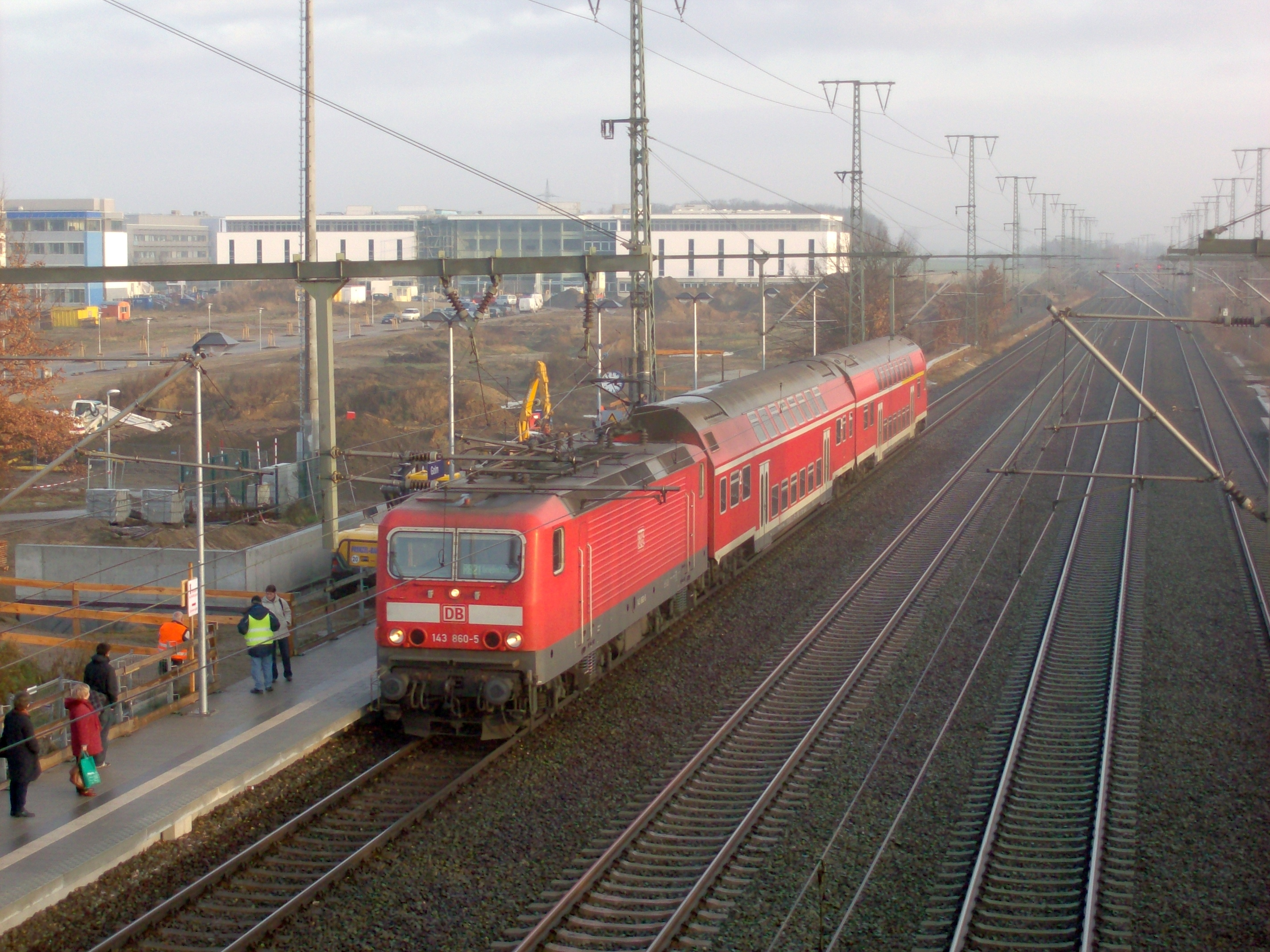
Bahnhofsumbau 2008. Blick von der Bahnhofsbrücke kurz vor ihrem Abriss.

Nach der Wende in der DDR entstand auf dem Gelände der früheren Hochschule des Ministeriums für Staatssicherheit der DDR unweit des Bahnhofs ein Campus der Universität Potsdam. Die Verkehrsnachfrage im Personenverkehr nahm mit dem Wachstum des Wissenschaftsstandorts kontinuierlich zu. Mitte der 1990er Jahre wurde im Zusammenhang mit der Elektrifizierung der Strecke Berlin–Potsdam–Magdeburg auch die Verbindung Wildpark–Golm elektrifiziert. Die Fahrleitung ging am 12. Dezember 1995 in Betrieb, die offizielle Eröffnung war am 17. Dezember 1995. Zu diesem Termin wurde ein Uni-Shuttle eingeführt, eine zunächst stündlich verkehrende Regionalbahnlinie, die drei Komplexe der Potsdamer Universität miteinander verbindet. Im Bahnhofsgebäude wurde an diesem Tag eine Gaststätte eröffnet. Zuvor hatten die Räumlichkeiten stets nur bahnbetrieblichen Zwecken bzw. zur Fahrgastabfertigung gedient.
Im Jahr 2008 wurde die Verkehrsstation umgebaut. Die Bahnsteige wurden nach Norden verlegt. Das Stellwerk in Golm ging 2009 außer Betrieb, der Bahnhof wurde an ein Elektronisches Stellwerk angeschlossen und das alte Stellwerk 2021 abgerissen.
Nach 2010 wurde das Personenzugangebot im Bahnhof weiter verdichtet.

## Anlagen

### Alter Haltepunkt
Der ursprüngliche Haltepunkt an der eingleisigen Bahnstrecke lag direkt nördlich der Kreuzung mit der Reiherbergstraße. Er besaß ein kleines Empfangsgebäude auf der westlichen, der Ortskern zugewandten Gleisseite. Daran schlossen sich ein Eisenbahnerwohnhaus und ein Schrankenposten an. Von den Anlagen ist nichts mehr erhalten.

### Gleise und Bahnsteige

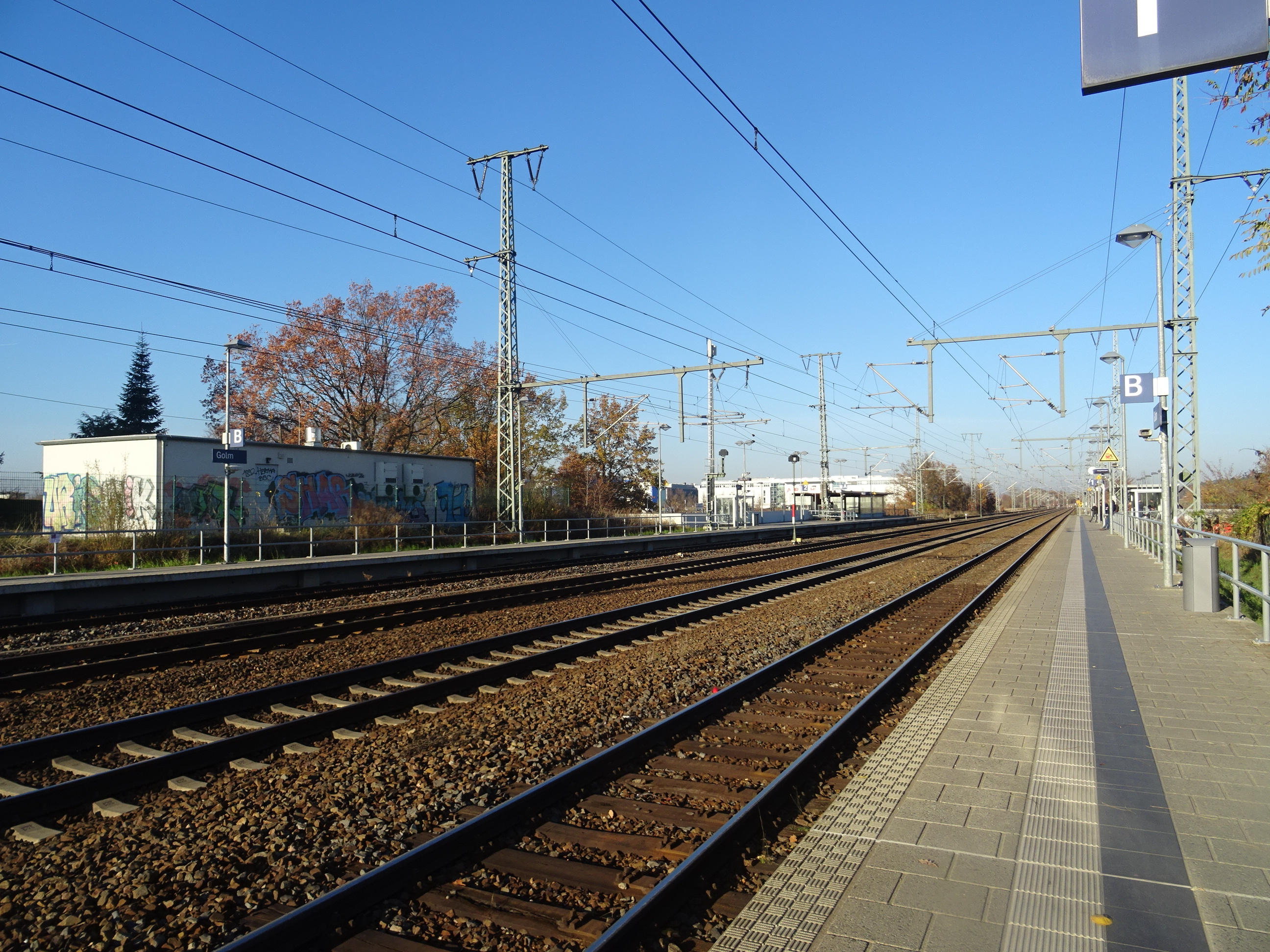
Blick nach Norden vom östlichen Bahnsteig.

Nach dem Umbau Ende der 1950er Jahre entstanden in Golm ausgedehnte Bahnhofsanlagen, die sich über etwa 1,5 Kilometer in Nord-Süd-Richtung erstrecken. Wie mehrere andere Bahnhöfe am Berliner Außenring erhielt Golm zwei durchgehende Gleise ohne Bahnsteig (Gleis 2 und 3) und zwei außenliegende Bahnsteiggleise (Gleis 1 und 4). Die vier Gleise haben Nutzlängen von 651 Meter (Gleise 1 und 2) bzw. 695 Meter (Gleis 3) und 703 Meter (Gleis 4). Die Bahnsteiggleise setzen sich Richtung Süden in die Streckengleise Richtung Potsdam Park Sanssouci bzw. Werder (Havel) fort, die Mittelgleise führen auf die beiden Streckengleise des Außenrings in Richtung Potsdam Pirschheide. Weichenverbindungen ermöglichen am südlichen Bahnhofsende Fahrten von allen Bahnhofsgleisen in alle Richtungen. Am nördlichen Bahnhofskopf gibt es seit dem Anschluss des Bahnhofs an das elektronische Stellwerk keine Verbindung zwischen den beiden Streckengleisen mehr, so dass das östliche Streckengleis Richtung Norden nur noch von den beiden östlichen Bahnhofsgleisen 1 und 2, das westliche nur von den westlichen Bahnhofsgleisen 3 und 4 erreicht werden kann. Am Gleis 4 wurden Zugdeckungssignale errichtet, sodass dort Flügelzüge vereinigt werden können.
Die beiden Bahnsteige lagen ursprünglich auf Höhe des Empfangsgebäudes und waren über eine Fußgängerbrücke verbunden. Mit dem Umbau der Verkehrsstation im Jahr 2008 wurden die Bahnsteige nach Norden verlegt und die Brücke abgetragen. Die neuen Bahnsteige sind aus Richtung Norden über eine Straßenunterführung zu erreichen, wo sich auch die Bushaltestelle befindet. Weitere Zugänge gibt es vom östlichen Bahnsteig zum alten Bahnhofsvorplatz und vom westlichen Bahnsteig zur Thomas-Müntzer-Straße. Im südlichen Bahnhofsbereich unterquert die Reiherbergstraße die Bahnanlagen, nördlich der Bahnsteige die Straße Am Mühlenberg.

### Hochbauten

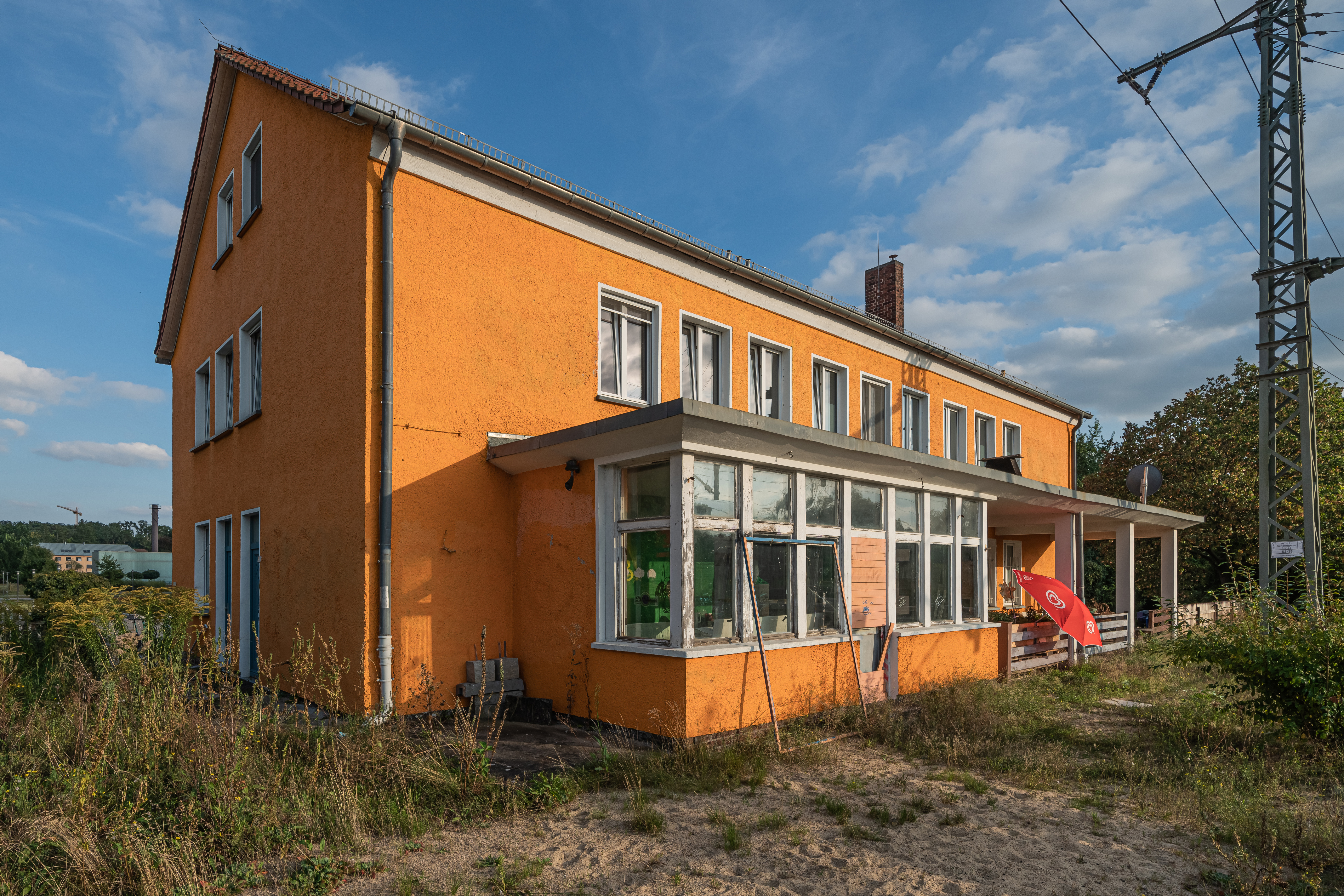
Empfangsgebäude.

Das Ende der 1950er Jahre entstandene neue Empfangsgebäude steht auf der Ostseite der Gleisanlagen. Es ist ein zweigeschossiger, traufständiger Bau mit Satteldach. Im Untergeschoss befanden sich ursprünglich Diensträume für den Eisenbahnbetrieb. Von 1995 bis 2010 und erneut von 2014 bis 2019 wurde die Räumlichkeiten von einer Gaststätte genutzt. Im Obergeschoss entstanden Wohnungen, derzeit (Stand Oktober 2020) steht das Gebäude leer.
Das Gebäude des früheren Gleisbildstellwerks stand im Süden des Bahnhofs auf der Westseite der Gleise. Es wurde seit 2010 nicht mehr genutzt und 2021 abgerissen. Spezielle Güterverkehrsanlagen gab es im Bahnhof nicht.

## Personenverkehr
Anfang des 20. Jahrhunderts, in den ersten Jahren nach der Streckeneröffnung, bedienten fünf Zugpaare den Bahnhof. Die meisten von ihnen liefen von Jüterbog bis Nauen durch. Hinzu kamen zwei weitere Zugpaare an Sonntagen. In den 1920er und 1930er Jahren wurde das Angebot verdichtet, in den Jahren vor dem Zweiten Weltkrieg bedienten ca. zehn bis zwölf Zugpaare am Tag den Bahnhof. Die Züge nutzten dabei ausschließlich die Strecke der Umgehungsbahn, teilweise mit langen Zugläufen von Jüterbog über Wustermark, Nauen, Kremmen nach Oranienburg. In Richtung der Potsdamer Innenstadt und nach Berlin musste stets im Bahnhof Wildpark (heute Potsdam Park Sanssouci) umgestiegen werden.
Von den 1960er bis zum Ende der 1980er Jahre wurde Golm von Zügen bedient, die annähernd alle zwei Stunden zwischen dem damaligen Potsdam Hauptbahnhof (heute Potsdam Pirschheide) und Falkenhagen (Kr Nauen) über den Außenring verkehrten. Hinzu kamen einige Züge zwischen Potsdam, Wustermark und Nauen, die jedoch in der Regel nicht in Golm hielten.

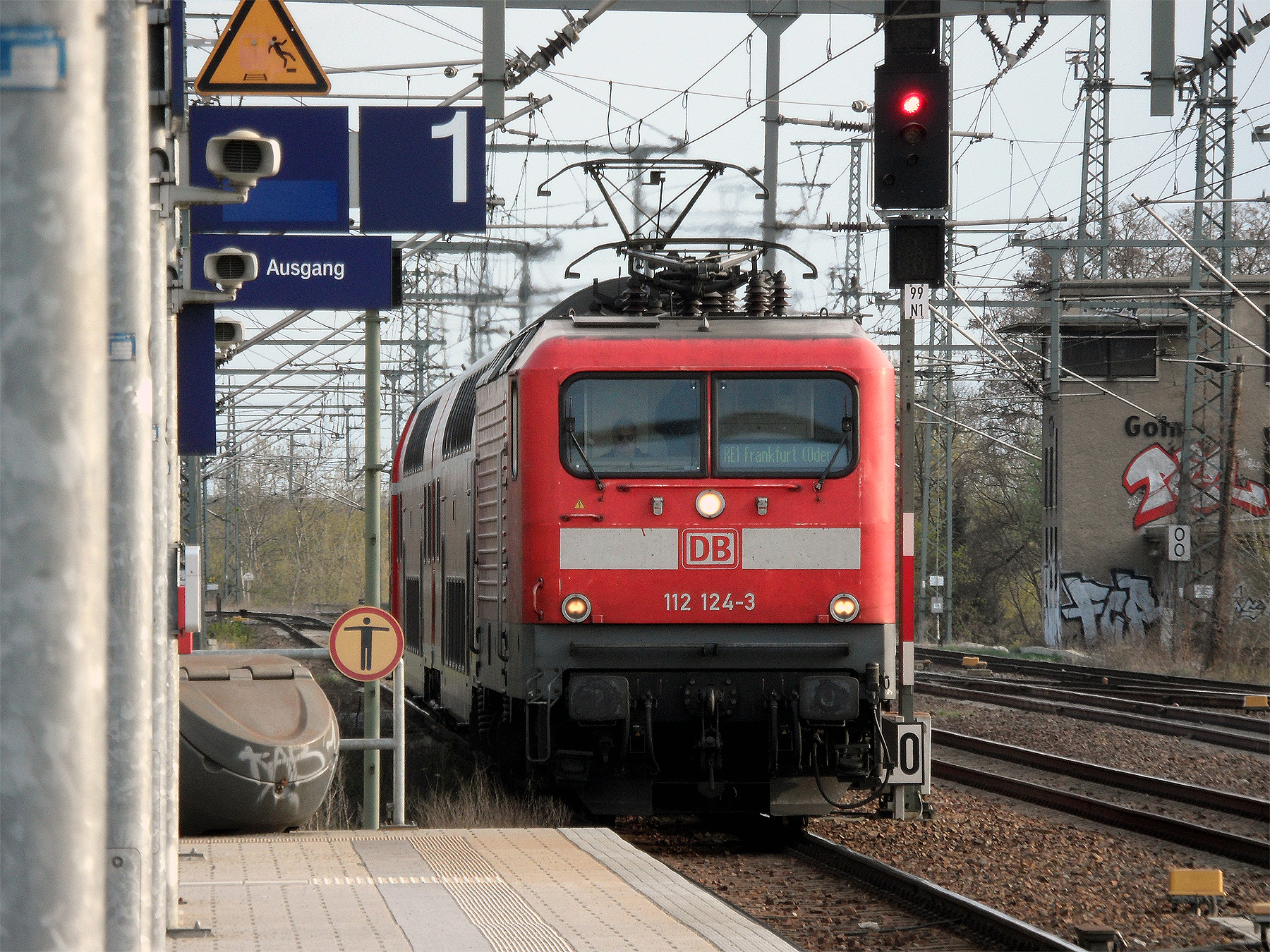
Regionalexpress der Linie RE 1 im Bahnhof Golm 2012.

In der ersten Hälfte der 1990er Jahre wurde das Zugangebot vertaktet.
Im Dezember 1995 wurde der Potsdamer Uni-Shuttle (RB 21) eingeführt, der montags bis freitags stündlich von Griebnitzsee über Potsdam Hauptbahnhof, Potsdam Charlottenhof und Potsdam Park Sanssouci nach Golm fuhr und drei Potsdamer Universitätsstandorte verband. Alle zwei Stunden fuhren die Züge weiter nach Wustermark. Mit dem Wachsen des Golmer Wissenschaftsstandortes wurde das Angebot weiter verdichtet, zunächst durch zusätzliche Züge im Berufsverkehr. Mit der Linie RB 20 kam eine weitere Linie von Oranienburg über Hennigsdorf, Golm nach Potsdam hinzu. Seit Oktober 2020 verkehrt die Linie RB 22 von Potsdam über Golm zum Flughafen BER und weiter nach Königs Wusterhausen. Ende 2012 wurden im Berufsverkehr Direktverbindungen von Golm über die Berliner Stadtbahn zum Bahnhof Berlin Friedrichstraße geführt. Ursprünglich war diese Verlängerung bereits für Ende 2011 geplant, jedoch wurde sie wegen einer Streckensperrung östlich von Berlin-Wannsee um ein Jahr verschoben. In diesem Jahr bedienten dafür die umgeleiteten Züge der Linie RE 1 Magdeburg–Berlin–Frankfurt (Oder) den Bahnhof Golm.
Der Bahnhof Golm von folgenden Regionalbahnlinien bedient:
| Linie                    | Linienverlauf | Takt (min)                               | EVU              |
| ------------------------ | --- | ---------------------------------------- | ---------------- |
| RB 20                    | Potsdam Griebnitzsee – Potsdam Hbf – Potsdam Charlottenhof – Potsdam Park Sanssouci – Golm – Hennigsdorf – Birkenwerder (b Berlin) – Oranienburg                   | 60 (Mo–Fr)                               | DB Regio Nordost |
| RB 21                    | Potsdam Hbf – Potsdam Charlottenhof – Potsdam Park Sanssouci – Golm – Wustermark – Dallgow-Döberitz – Berlin-Spandau – Berlin Jungfernheide – Berlin Gesundbrunnen | 60                                       | DB Regio Nordost |
| RB 22                    | Potsdam Griebnitzsee – Potsdam Hbf – Potsdam Charlottenhof – Potsdam Park Sanssouci – Golm – Potsdam Pirschheide – Saarmund – Flughafen BER – Königs Wusterhausen  | 60 (Griebnitzsee– Potsdam Hbf nur Mo–Fr) | DB Regio Nordost |
| RB 23                    | Golm – Potsdam Park Sanssouci – Potsdam Charlottenhof – Potsdam Hbf – Potsdam Griebnitzsee – Berlin-Charlottenburg – Berliner Stadtbahn – Flughafen BER            | 60 (Mo–Fr)                               | DB Regio Nordost |
| Stand: 15. Dezember 2025 | |                                          |                  |

Die Züge der RB 20 und RB 22 verkehren zwischen Griebnitzsee und Golm gemeinsam, wo sie getrennt bzw. vereinigt werden.